# Gy (Francia)
Gy è un comune francese di 1 030 abitanti (al 1º gennaio 2022) situato nel dipartimento dell'Alta Saona, nella regione della Borgogna-Franca Contea.

## Società

### Evoluzione demografica
Abitanti censiti